# Florinte
Florintele (Chloris chloris) sau florintele european este o pasăre paseriformă mică din familia Fringillidae. Această pasăre este răspândită în Europa, Africa de Nord și Asia de Sud-Vest. Ea este în principal rezidentă, dar unele populații nordice migrează mai departe spre sud. Florintele a fost introdus și în Australia, Noua Zeelandă, Uruguay și Argentina.

## Taxonomie
Florintele a fost descris de Carl Linnaeus în ediția a 10-a din 1758 a Systema Naturae sub numele binomial Loxia chloris. Epitetul specific provine de la khloris, numele grecesc antic al acestei păsări, de la khloros, „verde”.
Familia Fringillidae este împărțită în două subfamilii: Carduelinae, care conține aproximativ 28 de genuri cu 141 de specii și Fringillinae, care conține un singur gen, Fringilla, cu patru specii. Membrii Fringillidae se hrănesc cu semințe și au ciocul conic. Au morfologii similare ale craniului, nouă pene primare mari, 12 pene ale cozii și nu au pungă sublinguală. La toate speciile, femela construiește cuibul, incubează ouăle și crește puii.
Un studiu filogenetic molecular publicat în 2012 a constatat că florinții nu sunt strâns înrudiți cu alți membri ai genului Carduelis. Prin urmare, aceștia au fost plasați în genul Chloris, care a fost introdus inițial de naturalistul francez Georges Cuvier în 1800, cu florintele european ca specie tip.

### Subspecii
Există 10 subspecii recunoscute:
- Chloris chloris chloris – nordul Scoției, nordul și centrul Franței și Norvegia până la vestul Siberiei
- Chloris chloris harrisoni – Marea Britanie (cu excepția nordului Scoției) și Irlanda
- Chloris chloris muehlei – Serbia și Muntenegru către Moldova, Bulgaria și Grecia
- Chloris chloris aurantiiventris – sudul Spaniei prin sudul Europei până în vestul Greciei
- Chloris chloris madaraszi – Corsica și Sardinia
- Chloris chloris vanmarli – nord-vestul Spaniei, Portugalia și nord-vestul Marocului
- Chloris chloris voousi – centrul Marocului și nordul Algeriei
- Chloris chloris chlorotica – din centru-sud al Turciei până în nord-estul Egiptului
- Chloris chloris bilkevitchi – sudul Ucrainei, Caucazul și nord-estul Turciei până în nordul Iranului și sud-vestul Turkmenistanului
- Chloris chloris turkestanica – din sudul Kazahstanului până în Kârgâzstan și centrul Tadjikistanului

## Galerie

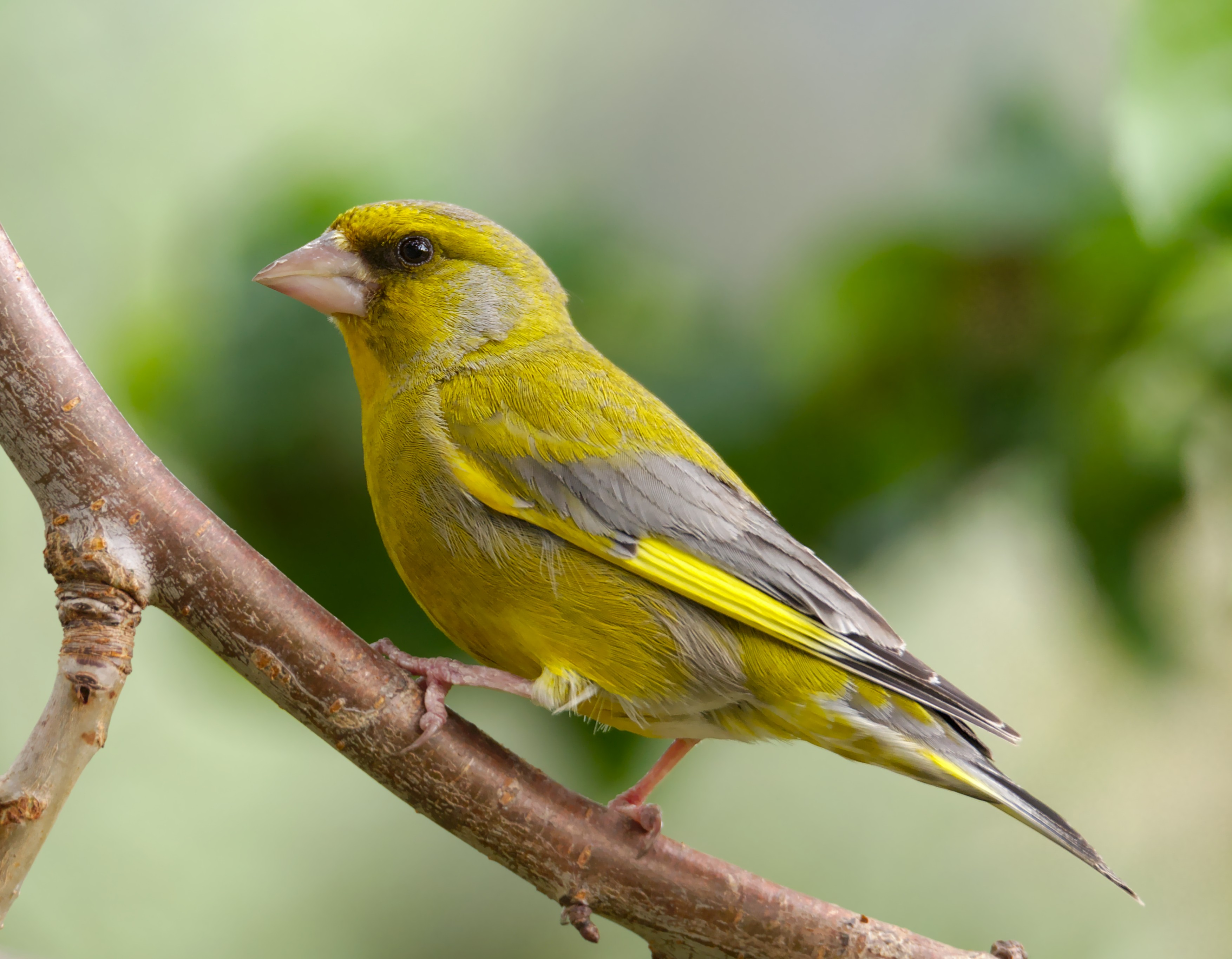
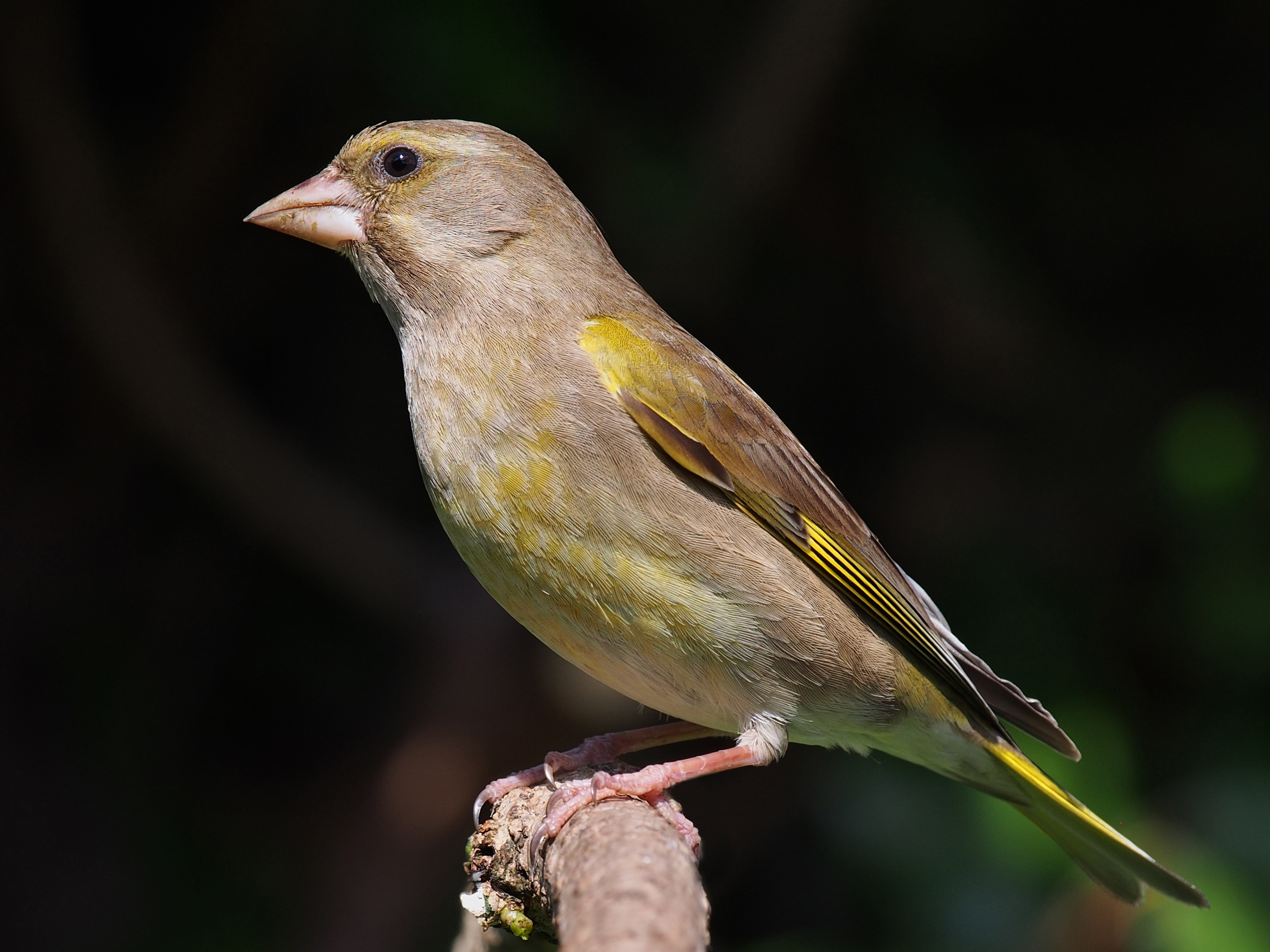
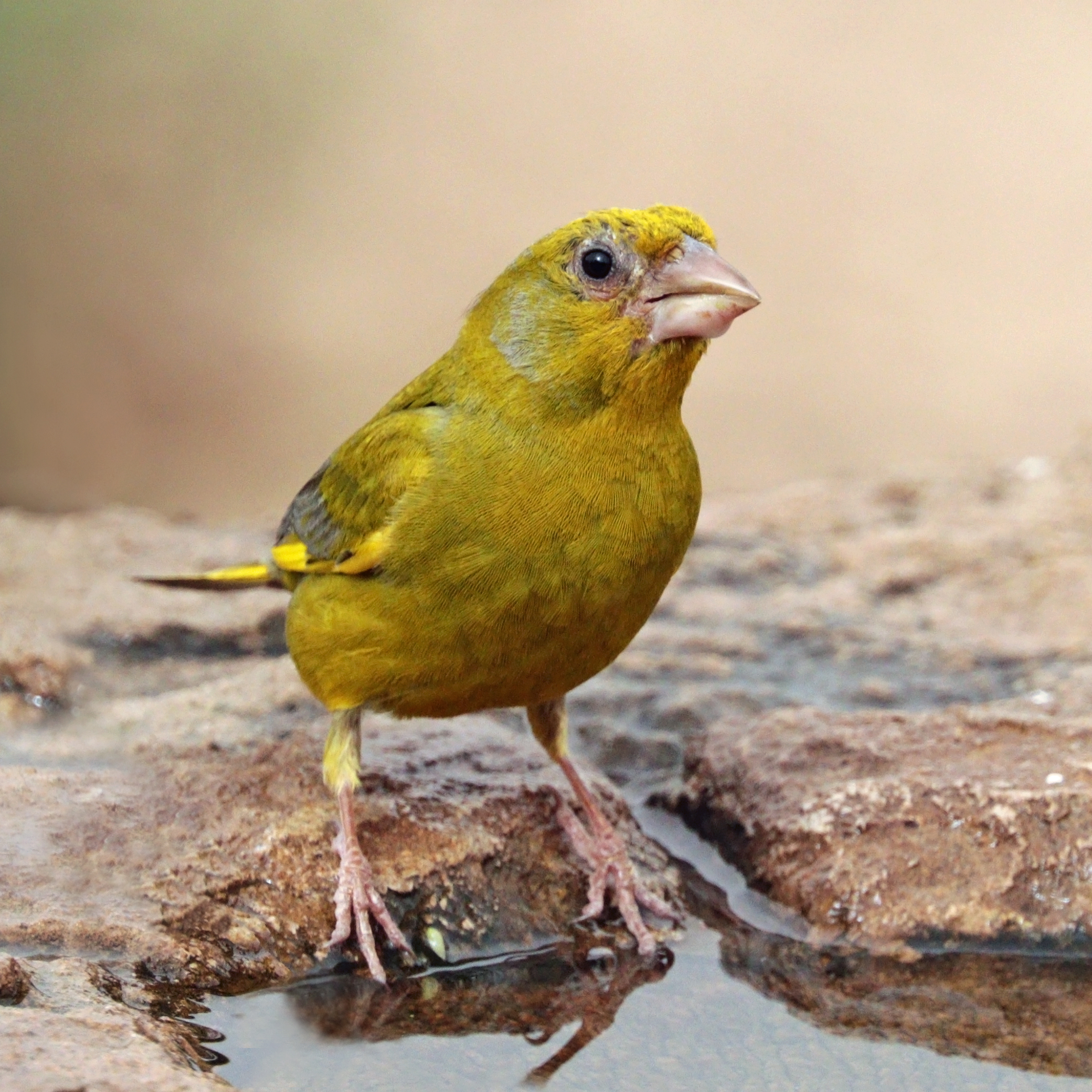
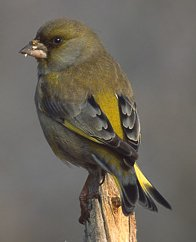
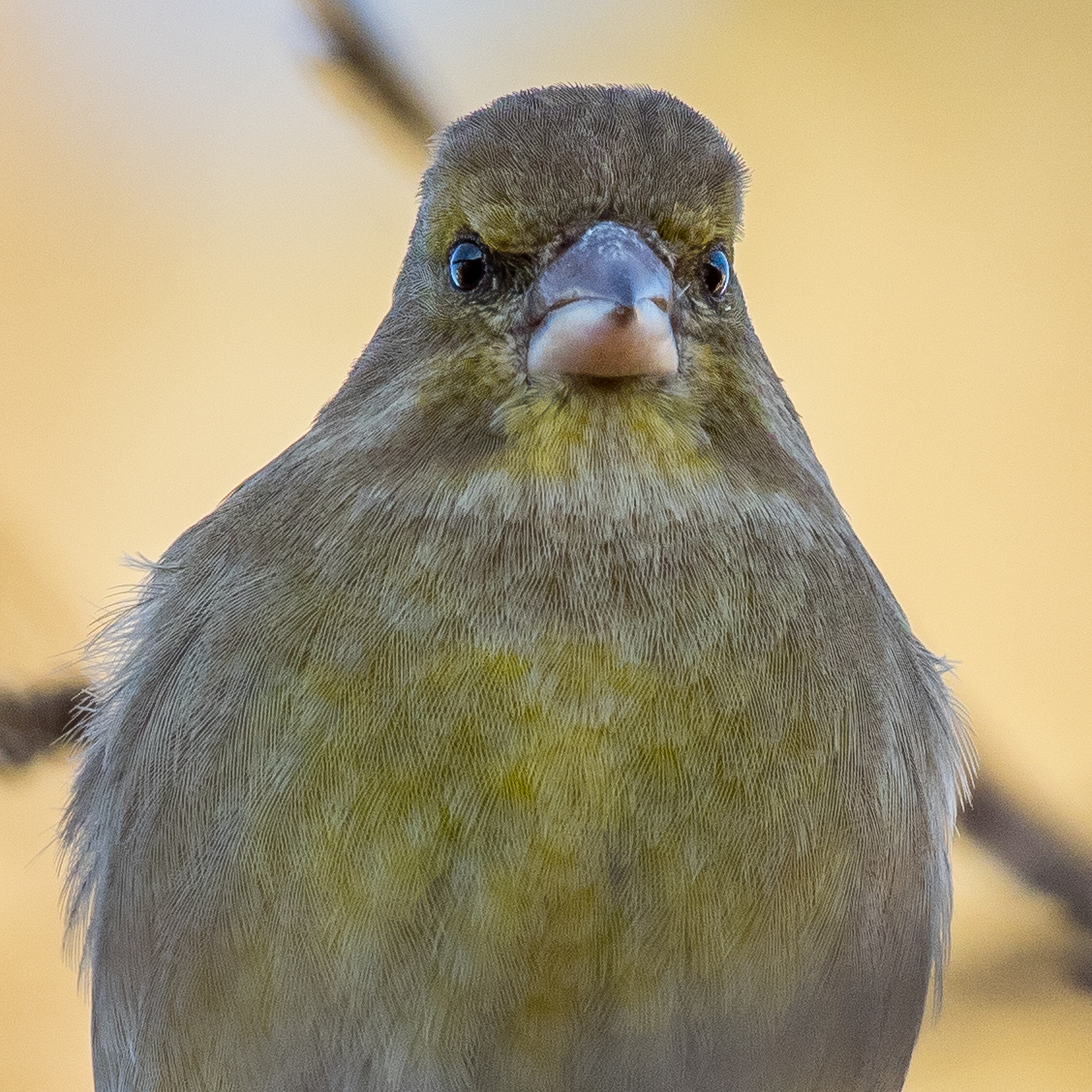
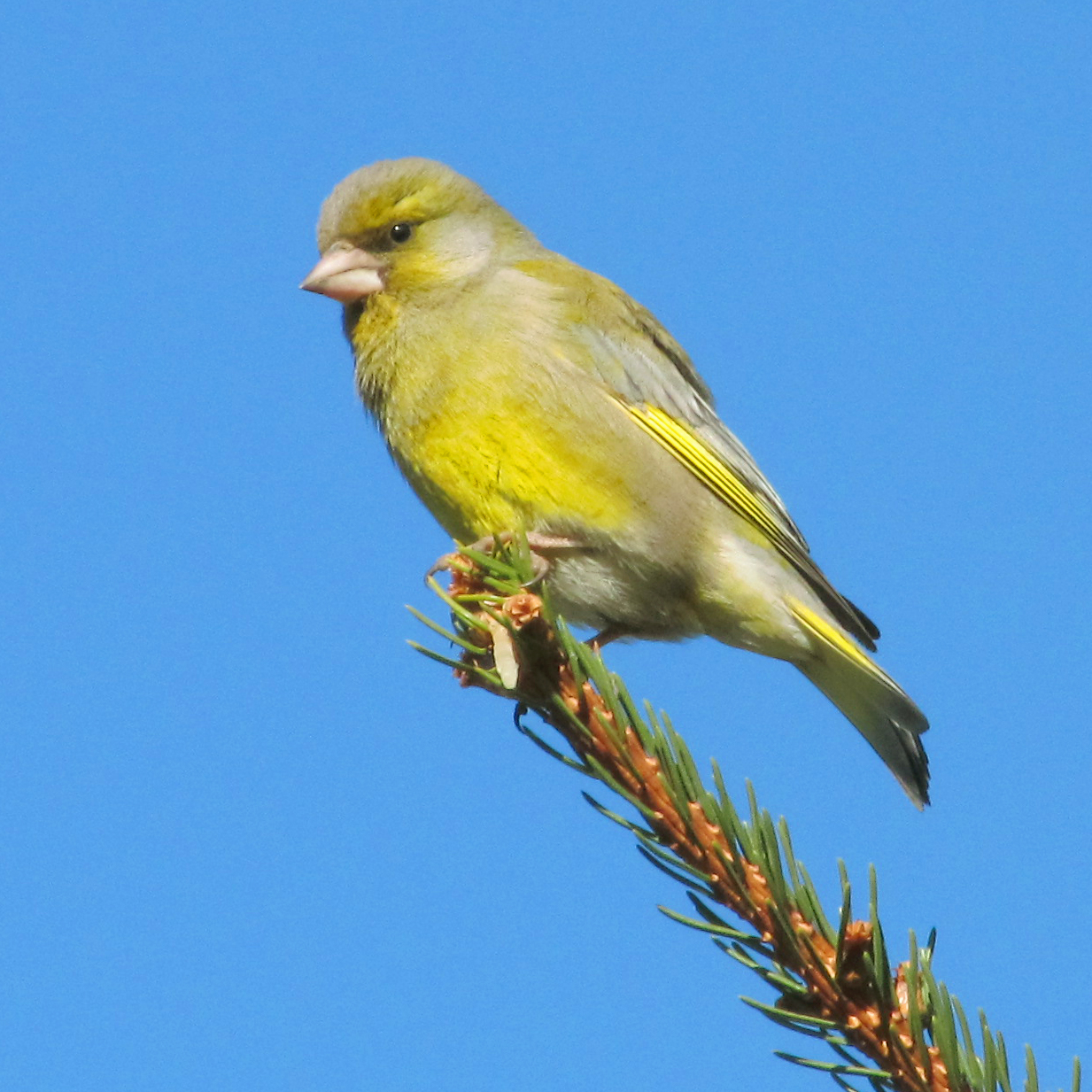
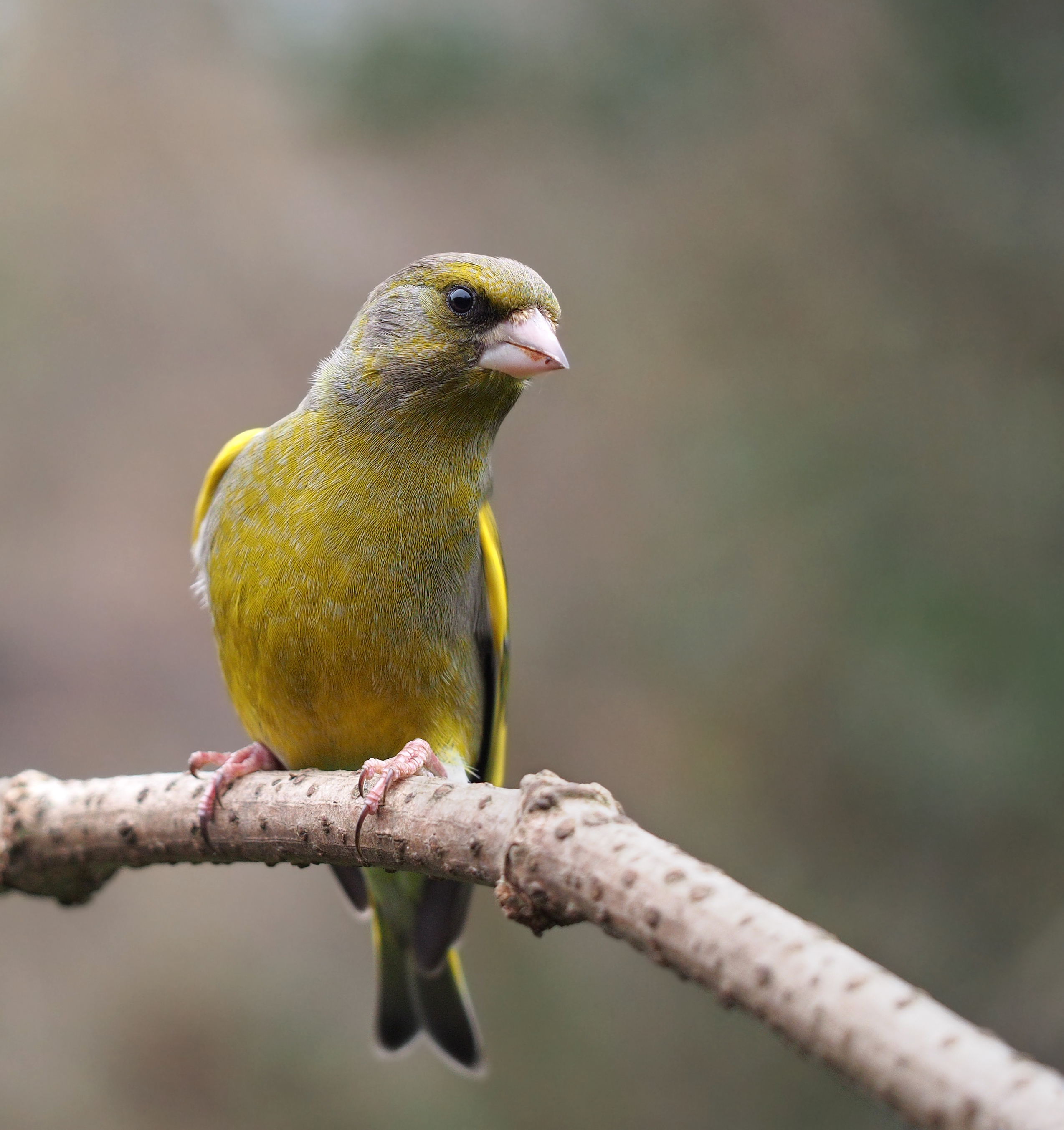
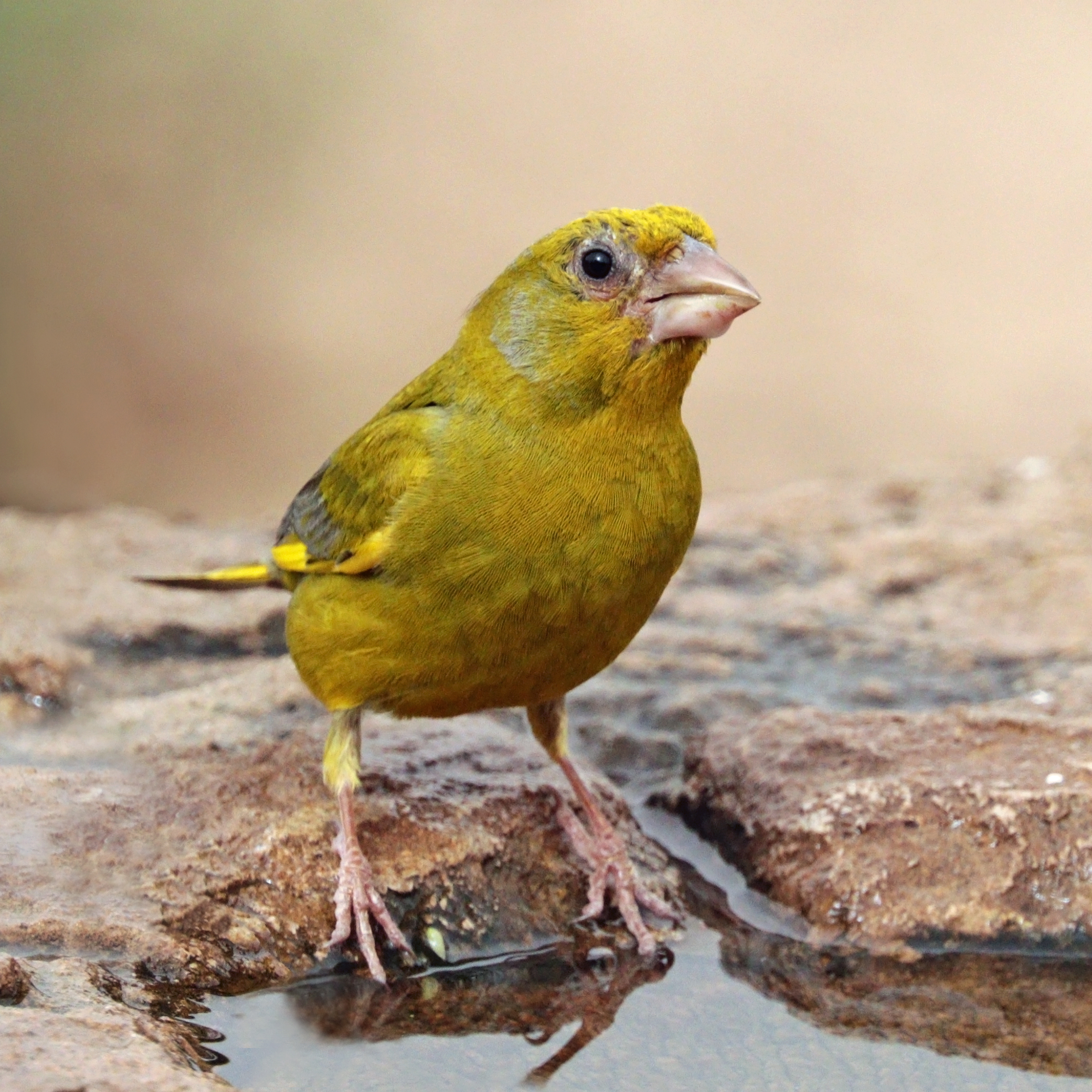
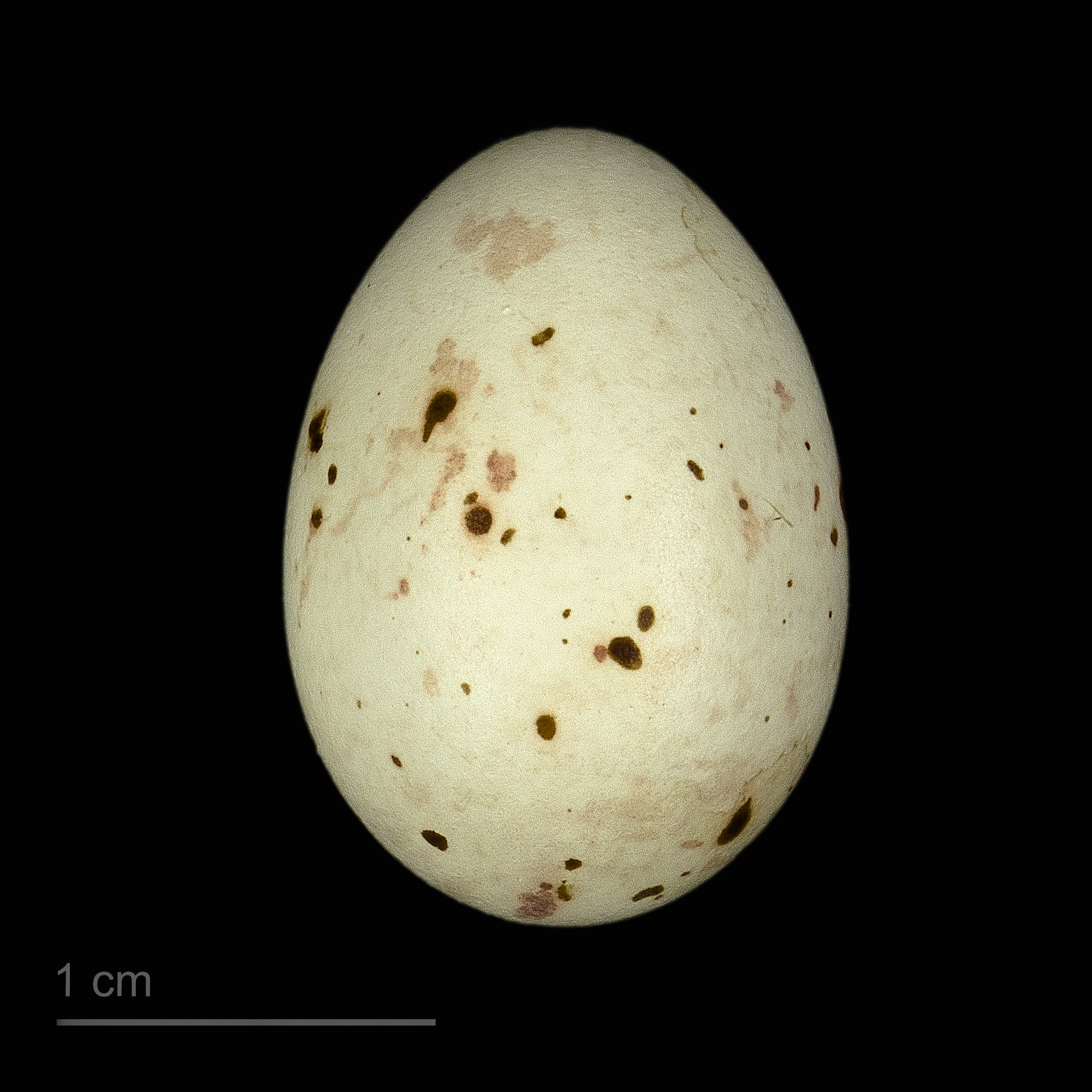
Chloris chloris aurantiiventris - MHNT